# Argences en Aubrac
Pour l’article homonyme, voir Argences.
Argences en Aubrac est, depuis le 1er janvier 2016, une commune nouvelle française située dans le département de  l'Aveyron, en région Occitanie.
Elle est issue du regroupement des six communes d'Alpuech, Graissac, Lacalm, Sainte-Geneviève-sur-Argence, La Terrisse et Vitrac-en-Viadène.
Le patrimoine architectural de la commune comprend quatre  immeubles protégés au titre des monuments historiques : le calvaire, inscrit en 1927, une croix, inscrite en 1927, la chapelle de Mels, inscrite en 1928, et l'église Saint-Martin, inscrite en 1979.

## Géographie

### Localisation
Située au sud du Massif Central, entre Aubrac et Truyère, à 25 km de Laguiole et de Mur-de-Barrez, la commune offre des paysages variés et grandioses. De par son orientation vers le Nord-Aveyron et comme lieu de passage entre le Cantal et l’Aveyron, elle fait partie intégrante du Haut-Rouergue.
Argences en Aubrac s’étale des monts d’Aubrac à la Viadène et doit son nom à l'Argence Vive qui y prend sa source et rejoint l’Argence Morte sous le pont d’Orlhaguet avant de former des gorges appréciées des amateurs de sports aquatiques.

### Communes limitrophes
Les communes limitrophes sont  Brommat, Cantoin, Cassuéjouls, Huparlac, Jabrun, La Trinitat, Laguiole, Lieutadès, Saint-Symphorien-de-Thénières, Saint-Urcize et Thérondels.

### Hydrographie

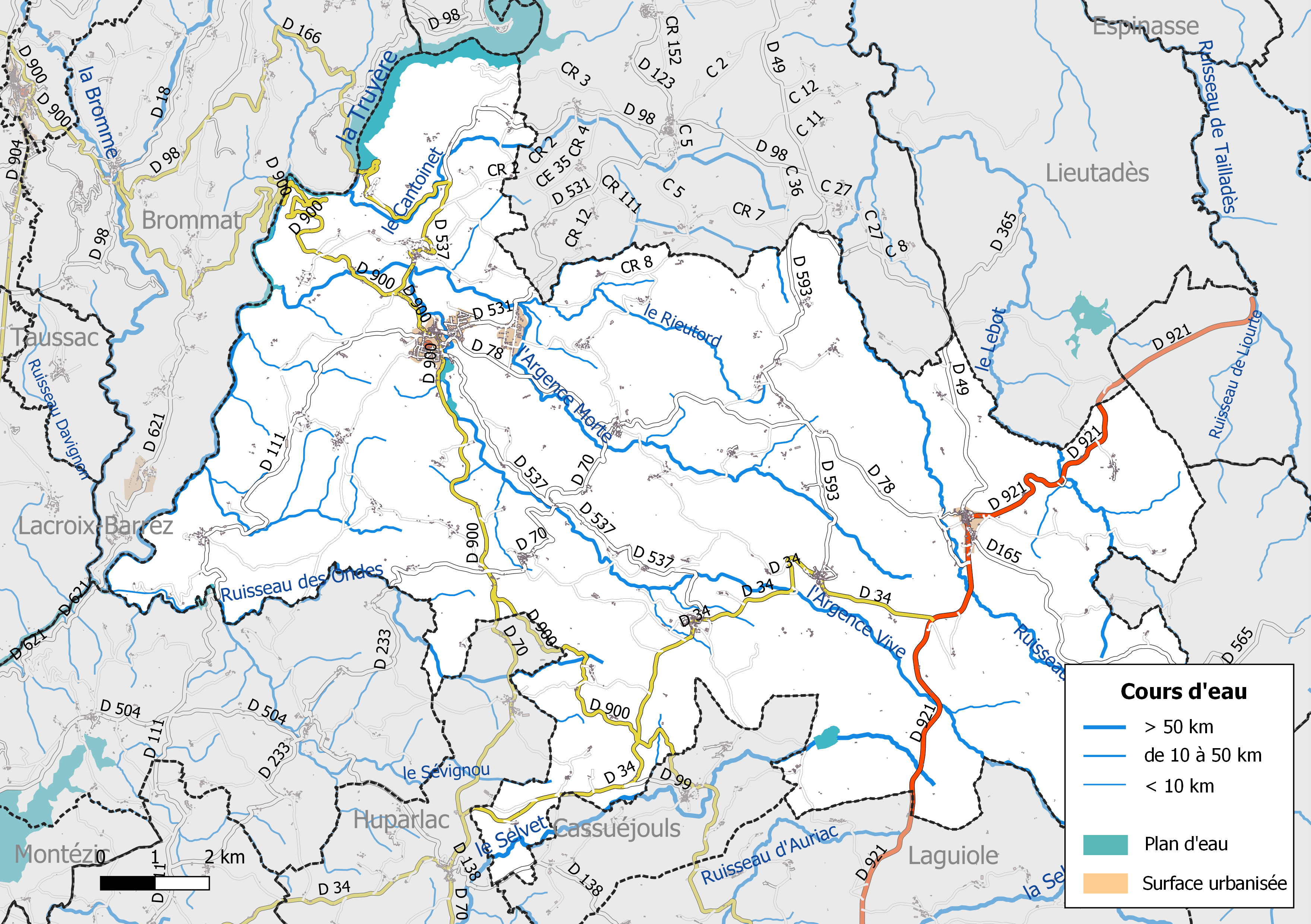
Réseaux hydrographique et routier d'Argences en Aubrac.

La commune est drainée par la Truyère, l'Argence Morte, l'Argence Vive, le Cantoinet, le ruisseau des Ondes, le Rieutord, le ruisseau du Batut et par divers petits cours d'eau.
La Truyère, d'une longueur totale de 167,2 km, prend sa source dans la commune de Monts-de-Randon (48) et se jette  dans le Lot  à Entraygues-sur-Truyère, après avoir arrosé 39 communes.
L'Argence Morte, d'une longueur totale de 13,8 km, prend sa source dans la commune d'Argences en Aubrac et se jette  dans l'Argence Vive à Argences en Aubrac, après avoir arrosé 1 communes.
L'Argence Vive, d'une longueur totale de 23,9 km, prend sa source dans la commune d'Argences en Aubrac et se jette  dans la Truyère à Brommat, après avoir arrosé 3 communes.
Le Cantoinet, d'une longueur totale de 11,4 km, prend sa source dans la commune de Cantoin et se jette  dans la Truyère à Argences en Aubrac, après avoir arrosé 2 communes.
Le ruisseau des Ondes, d'une longueur totale de 13,3 km, prend sa source dans la commune d'Argences en Aubrac et se jette  dans la Truyère à Saint-Symphorien-de-Thénières, après avoir arrosé 3 communes.
Le lac de Sarrans est un lac de retenue lié au barrage de Sarrans. Situé à 647 m d'altitude, son volume s'élève à 296 millions de mètres cubes d'eau. Le lac arrose plusieurs communes auxquelles il sert de limite naturelle, dont quatre en Aveyron : Brommat, Cantoin, Sainte-Geneviève-sur-Argence et Thérondels.

### Climat
Pour des articles plus généraux, voir Climat de l'Occitanie et Climat de l'Aveyron.
En 2010, le climat de la commune est de type climat des marges montargnardes, selon une étude s'appuyant sur une série de données couvrant la période 1971-2000. En 2020, Météo-France publie une typologie des climats de la France métropolitaine dans laquelle la commune est exposée à un climat de montagne et est dans la région climatique Sud-est du Massif Central, caractérisée par une pluviométrie annuelle de 1 000 à 1 500 mm, minimale en été, maximale en automne.
Pour la période 1971-2000, la température annuelle moyenne est de 9,1 °C, avec une amplitude thermique annuelle de 15,5 °C. Le cumul annuel moyen de précipitations est de 1 137 mm, avec 11,8 jours de précipitations en janvier et 7,3 jours en juillet. Pour la période 1991-2020, la température moyenne annuelle observée sur la station météorologique la plus proche, située sur la commune de Laguiole à 15 km à vol d'oiseau, est de 8,9 °C et le cumul annuel moyen de précipitations est de 1 441,2 mm,. Pour l'avenir, les paramètres climatiques de la commune estimés pour 2050 selon différents scénarios d'émission de gaz à effet de serre sont consultables sur un site dédié publié par Météo-France en novembre 2022.

### Milieux naturels et biodiversité

#### Espaces protégés
La protection réglementaire est le mode d’intervention le plus fort pour préserver des espaces naturels remarquables et leur biodiversité associée.
Dans ce cadre, la commune fait partie d'un espace protégé, le Parc naturel régional de l'Aubrac, créé par décret le 23 mai 2018 et d'une superficie de 220 284 ha. Région rurale de moyenne montagne, l’Aubrac possède un patrimoine encore bien préservé. Son économie rurale, ses paysages, ses savoir-faire, son environnement et son patrimoine culturel reconnus n'en demeurent pas moins vulnérables et menacés et c'est à ce titre que cette zone a été protégée ,.

#### Sites Natura 2000

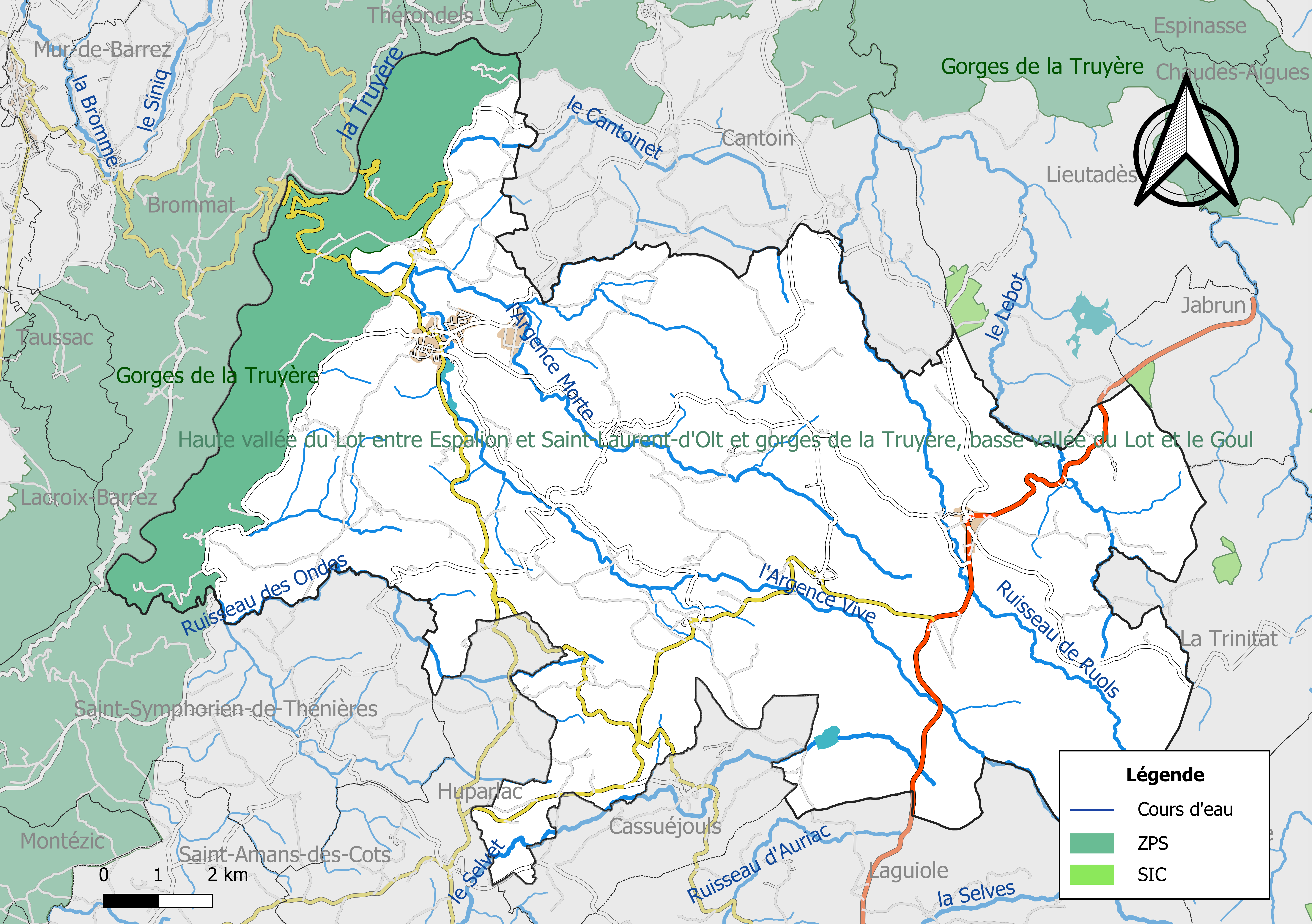
Sites Natura 2000 sur le territoire communal.

Le réseau Natura 2000 est un réseau écologique européen de sites naturels d’intérêt écologique élaboré à partir des Directives « Habitats » et « Oiseaux ». Ce réseau est constitué de Zones spéciales de conservation (ZSC) et de Zones de protection spéciale (ZPS). Dans les zones de ce réseau, les États Membres s'engagent à maintenir dans un état de conservation favorable les types d'habitats et d'espèces concernés, par le biais de mesures réglementaires, administratives ou contractuelles.
Un site Natura 2000 a été défini sur la commune au titre de la « directive Habitats » : 
- la « Haute vallée du Lot entre Espalion et Saint-Laurent-d'Olt et gorges de la Truyère, basse vallée du Lot et le Goul », d'une superficie de 5 653 ha, comprend une partie de la vallée du Lot ainsi que deux de ses affluents : la Truyère et le Goul. Le site est remarquable d'une part du fait de la présence de deux espèces d'intérêt communautaire, la Loutre d'Europe et le Chabot, et de plusieurs habitats aquatiques et forestiers d'intérêts communautaires qui se rapportent aux trois entités paysagères du site[21] ;

et un  au titre de la « directive Oiseaux » :  
- les « Gorges de la Truyère », d'une superficie de 16 681 ha, où douze espèces de l'annexe 1 se reproduisent régulièrement sur le site, parmi lesquelles huit espèces de rapaces[22].

#### Zones naturelles d'intérêt écologique, faunistique et floristique
L’inventaire des zones naturelles d'intérêt écologique, faunistique et floristique (ZNIEFF) a pour objectif de réaliser une couverture des zones les plus intéressantes sur le plan écologique, essentiellement dans la perspective d’améliorer la connaissance du patrimoine naturel national et de fournir aux différents décideurs un outil d’aide à la prise en compte de l’environnement dans l’aménagement du territoire.
Le territoire communal d'Argences en Aubrac comprend neuf ZNIEFF de type 1, : 
- les « Gorges de la Truyère de Rueyres au trébuc » (2 494 ha), couvrant 7 communes du département[24] ;
- « Les vergnes des Mazes, les claques et les planous » (186,9 ha), couvrant 3 communes dont 2 dans l'Aveyron et 1 dans le Cantal[25] ;
- le « Plateau de l'Aubrac Aveyronnais » (11 613 ha), couvrant 17 communes dont 11 dans l'Aveyron, 4 dans le Cantal et 2 dans la Lozère[26] ;
- les « Rivières de la Truyère et du Goul » (714,8 ha), couvrant 11 communes dont 9 dans l'Aveyron et 2 dans le Cantal[27] ;
- la « Tourbière de la Moulette » (50,4 ha), couvrant 3 communes dont 1 dans l'Aveyron et 2 dans le Cantal[28] ;
- la « Vallée de la Truyère au barrage de Sarrans » (457,5 ha), couvrant 2 communes du département[29] ;
- la « Vallée de la Truyère,barrage de Sarrans » (7 150 ha), couvrant 11 communes dont 4 dans l'Aveyron et 7 dans le Cantal[30] ;
- la « Vallée du Bes et du Riomau » (4 381 ha), couvrant 11 communes dont 4 dans l'Aveyron, 3 dans le Cantal et 4 dans la Lozère[31] ;
- les « Zones humides de Falachoux » (215,8 ha), couvrant 3 communes du département[32] ;

et quatre ZNIEFF de type 2, : 
- le « Plateau de l'Aubrac » (18 330 ha), qui s'étend sur 21 communes dont 6 dans l'Aveyron, 10 dans le Cantal et 5 dans la Lozère[33] ;
- la « Vallée de la Truyère » (30 569 ha), qui s'étend sur 40 communes dont 4 dans l'Aveyron, 27 dans le Cantal et 9 dans la Lozère[34] ;
- la « Vallée de la Truyère, du Goul et de la Bromme » (8 876 ha), qui s'étend sur 18 communes dont 12 dans l'Aveyron et 6 dans le Cantal[35];
- le « Versant occidental des monts d'Aubrac » (32 040 ha), couvrant 24 communes dont 17 dans l'Aveyron, 4 dans le Cantal et 3 dans la Lozère[36].

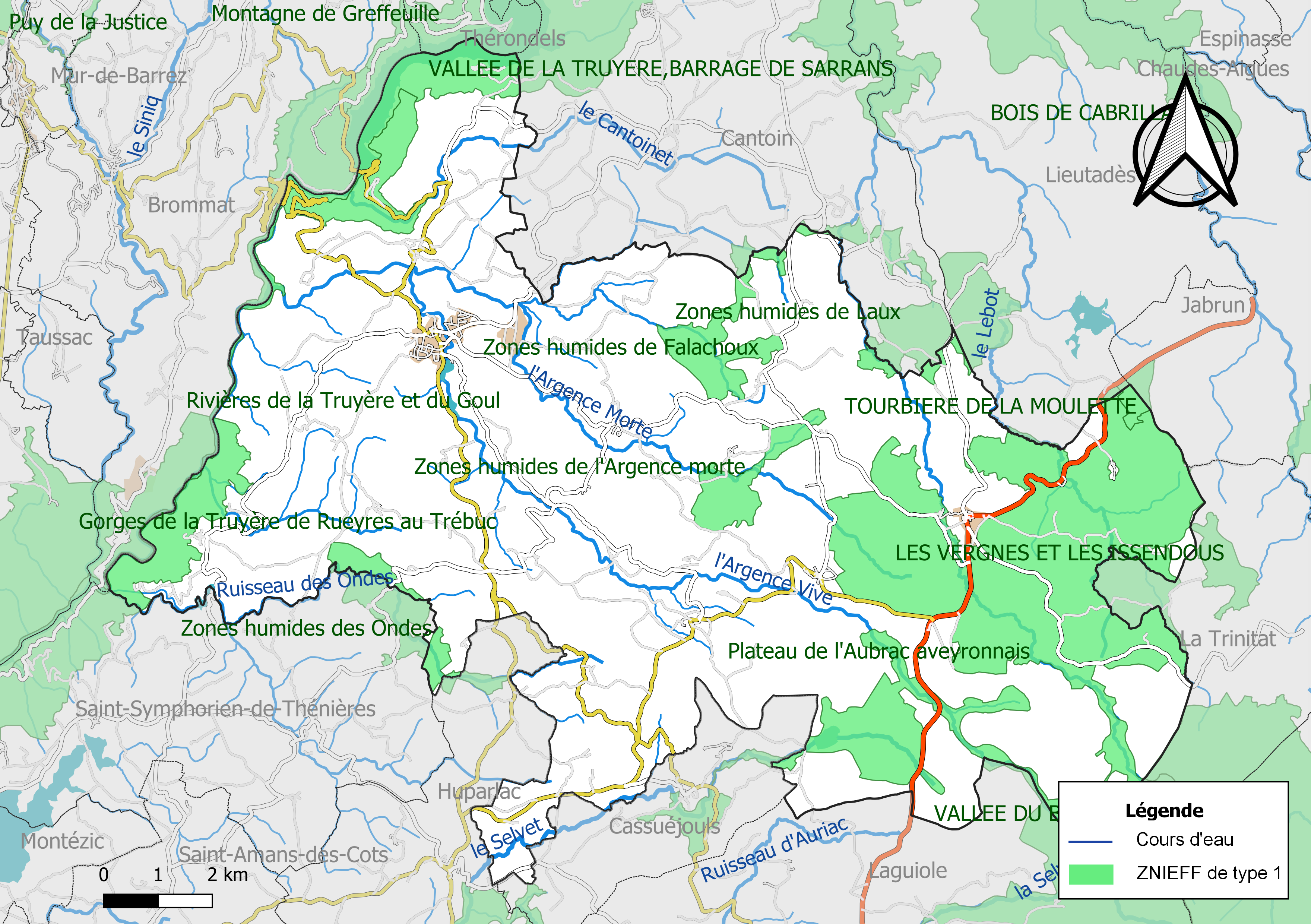
Carte des ZNIEFF de type 1 de la commune.
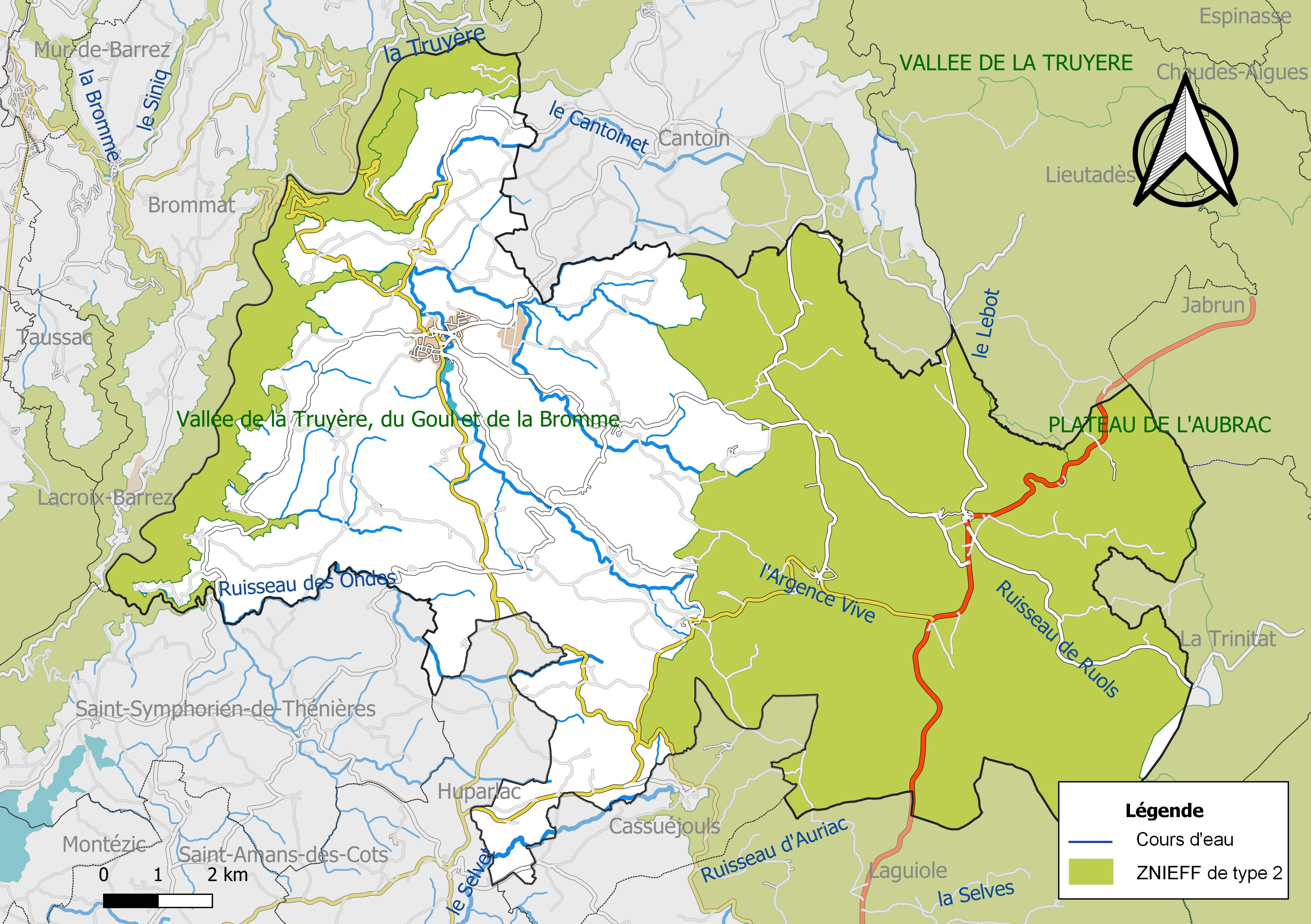
Carte des ZNIEFF de type 2 de la commune.

## Urbanisme

### Typologie
Au 1er janvier 2024, Argences en Aubrac est catégorisée commune rurale à habitat dispersé, selon la nouvelle grille communale de densité à 7 niveaux définie par l'Insee en 2022.
Elle est située hors unité urbaine et hors attraction des villes,.
La commune, bordée par un plan d’eau intérieur d’une superficie supérieure à 1 000 hectares, le lac du Barrage de Sarrans, est également une commune littorale au sens de la loi du 3 janvier 1986, dite loi littoral. Des dispositions spécifiques d’urbanisme s’y appliquent dès lors afin de préserver les espaces naturels, les sites, les paysages et l’équilibre écologique du littoral, tel le principe d'inconstructibilité, en dehors des espaces urbanisés, sur la bande littorale des 100 mètres, ou plus si le plan local d’urbanisme le prévoit.

### Occupation des sols

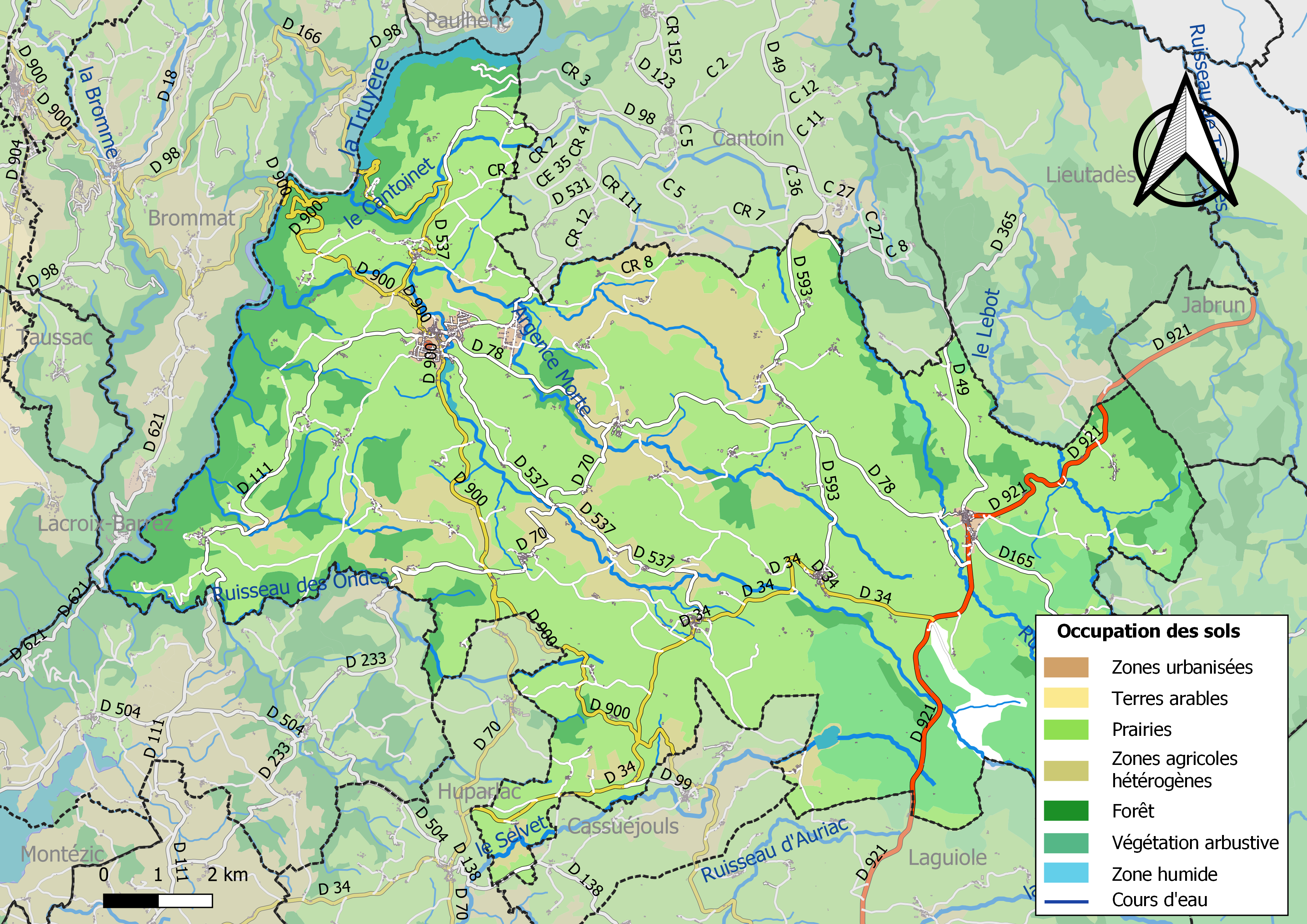
Infrastructures et occupation des sols de la commune d'Argences en Aubrac.

L'occupation des sols de la commune, telle qu'elle ressort de la base de données européenne d’occupation biophysique des sols Corine Land Cover (CLC), est marquée par l'importance des territoires agricoles (69,6 % en 2018), en augmentation par rapport à 1990 (58,5 %). La répartition détaillée en 2018 est la suivante : 
prairies (58 %), forêts (14,1 %), milieux à végétation arbustive et/ou herbacée (14 %), zones agricoles hétérogènes (11,6 %), zones urbanisées (0,8 %), zones humides intérieures (0,8 %), eaux continentales (0,7 %), zones industrielles ou commerciales et réseaux de communication (0,2 %).

### Planification
La commune disposait en 2017 d'une carte communale approuvée et un plan local d'urbanisme était en élaboration.

### Risques majeurs
Le territoire de la commune d'Argences en Aubrac est vulnérable à différents aléas naturels : climatiques (hiver exceptionnel ou canicule), feux de forêts et séisme (sismicité faible).
Il est également exposé à deux risques technologiques, le transport de matières dangereuses et la rupture d'un barrage, et à un risque particulier, le risque radon,.

#### Risques naturels
Le Plan départemental de protection des forêts contre les incendies découpe le département de l’Aveyron en sept « bassins de risque » et définit une sensibilité des communes à l’aléa feux de forêt (de faible à très forte). La commune est classée en sensibilité faible.
Les mouvements de terrains susceptibles de se produire sur la commune sont liés au retrait-gonflement des argiles, conséquence d'un changement d'humidité des sols argileux. Les argiles sont capables de fixer l'eau disponible mais aussi de la perdre en se rétractant en cas de sécheresse. Ce phénomène peut provoquer des dégâts très importants sur les constructions (fissures, déformations des ouvertures) pouvant rendre inhabitables certains locaux. La carte de zonage de cet aléa peut être consultée sur le site de l'observatoire national des risques naturels Georisques.

#### Risques technologiques
Le risque de transport de matières dangereuses sur la commune est lié à sa traversée par une route à fort trafic. Un accident se produisant sur une telle infrastructure est en effet susceptible d’avoir des effets graves au bâti ou aux personnes jusqu’à 350 m, selon la nature du matériau transporté. Des dispositions d’urbanisme peuvent être préconisées en conséquence.
Dans le département de l'Aveyron on dénombre huit grands barrages susceptibles d’occasionner des dégâts en cas de rupture. La commune fait partie des 64 communes susceptibles d’être touchées par l’onde de submersion consécutive à la rupture d’un de ces barrages.

#### Risque particulier
Dans plusieurs parties du territoire national, le radon, accumulé dans certains logements ou autres locaux, peut constituer une source significative d’exposition de la population aux rayonnements ionisants. Toutes les communes du département sont concernées par le risque radon à un niveau plus ou moins élevé. Selon le dossier départemental des risques majeurs du département établi en 2013, la commune d'Argences en Aubrac est classée à risque moyen à élevé. Un décret du 4 juin 2018 a modifié la terminologie du zonage définie dans le code de la santé publique et a été complété par un arrêté du 27 juin 2018 portant délimitation des zones à potentiel radon du territoire français. La commune est désormais en zone 3, à savoir zone à potentiel radon significatif.

## Toponymie
La commune nouvelle porte le nom des deux Argence qui coulent et se rejoignent sur son territoire.
Ce nom de rivière, issu d'une probable Argantia, dérive du gaulois arganto, « argent » (cf. Argantomagos, aujourd'hui Argentan dans l'Orne), et signifie « argentée ».

## Histoire
Les informations relatives à l'histoire de cette commune sont la fusion des données des communes fusionnées.
La nouvelle commune est effective depuis le 1er janvier 2016, entraînant la transformation des six anciennes communes en « communes déléguées » dont la création a été entérinée par l'arrêté du 18 novembre 2015.

## Politique et administration

### Découpage territorial
La commune d'Argences en Aubrac est membre de la communauté de communes Aubrac, Carladez et Viadène, un établissement public de coopération intercommunale (EPCI) à fiscalité propre créé le 1er janvier 2017 dont le siège est à Laguiole. Ce dernier est par ailleurs membre d'autres groupements intercommunaux.
Sur le plan administratif, elle est rattachée à l'arrondissement de Rodez, au département de l'Aveyron et à la région Occitanie. Sur le plan électoral, elle dépend du  canton d'Aubrac et Carladez pour l'élection des conseillers départementaux, depuis le redécoupage cantonal de 2014 entré en vigueur en 2015, et de la première circonscription de l'Aveyron  pour les élections législatives, depuis le dernier découpage électoral de 2010.

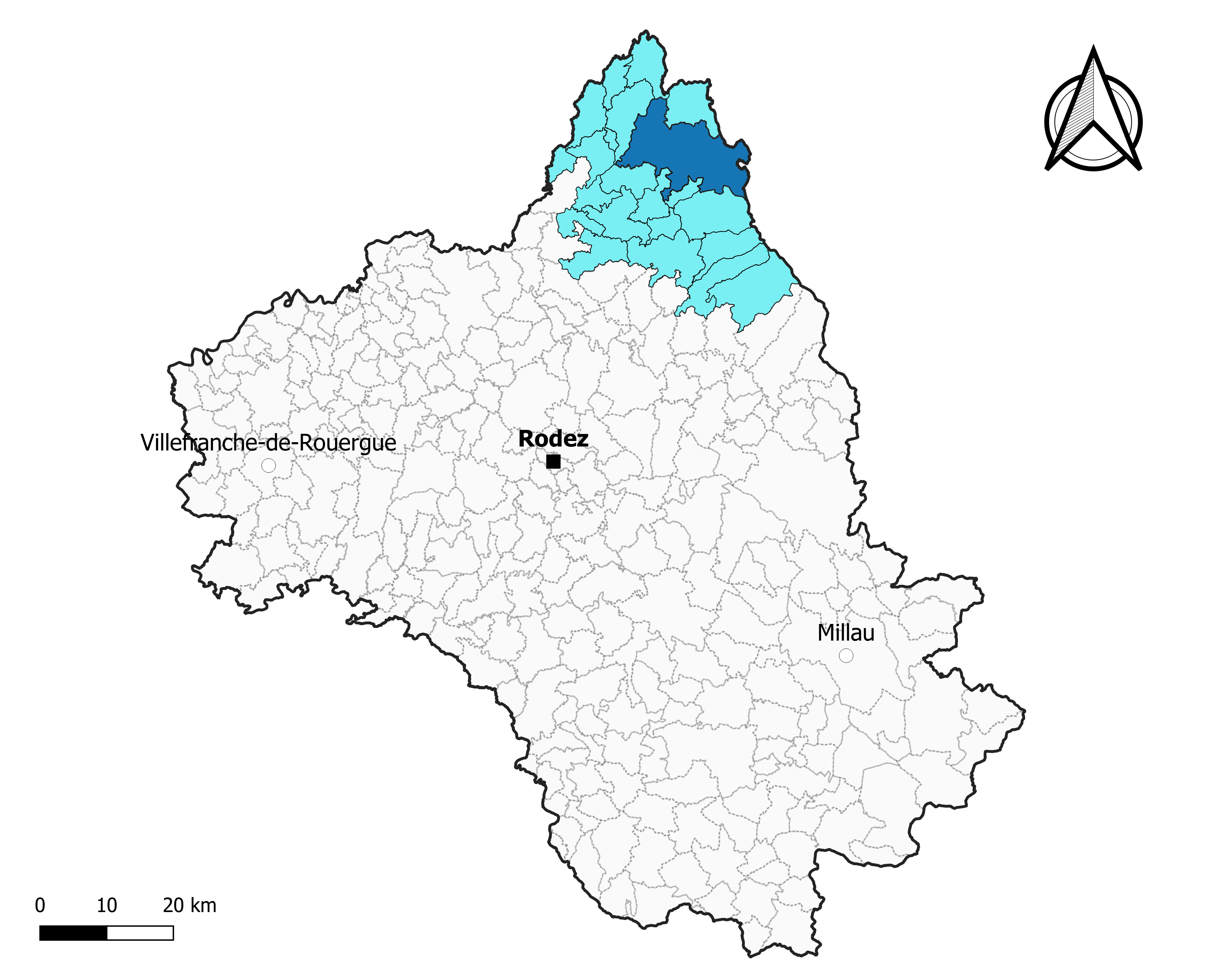
Argences en Aubrac dans le canton d'Aubrac et Carladez, l'intercommunalité en 2020[Note 3].
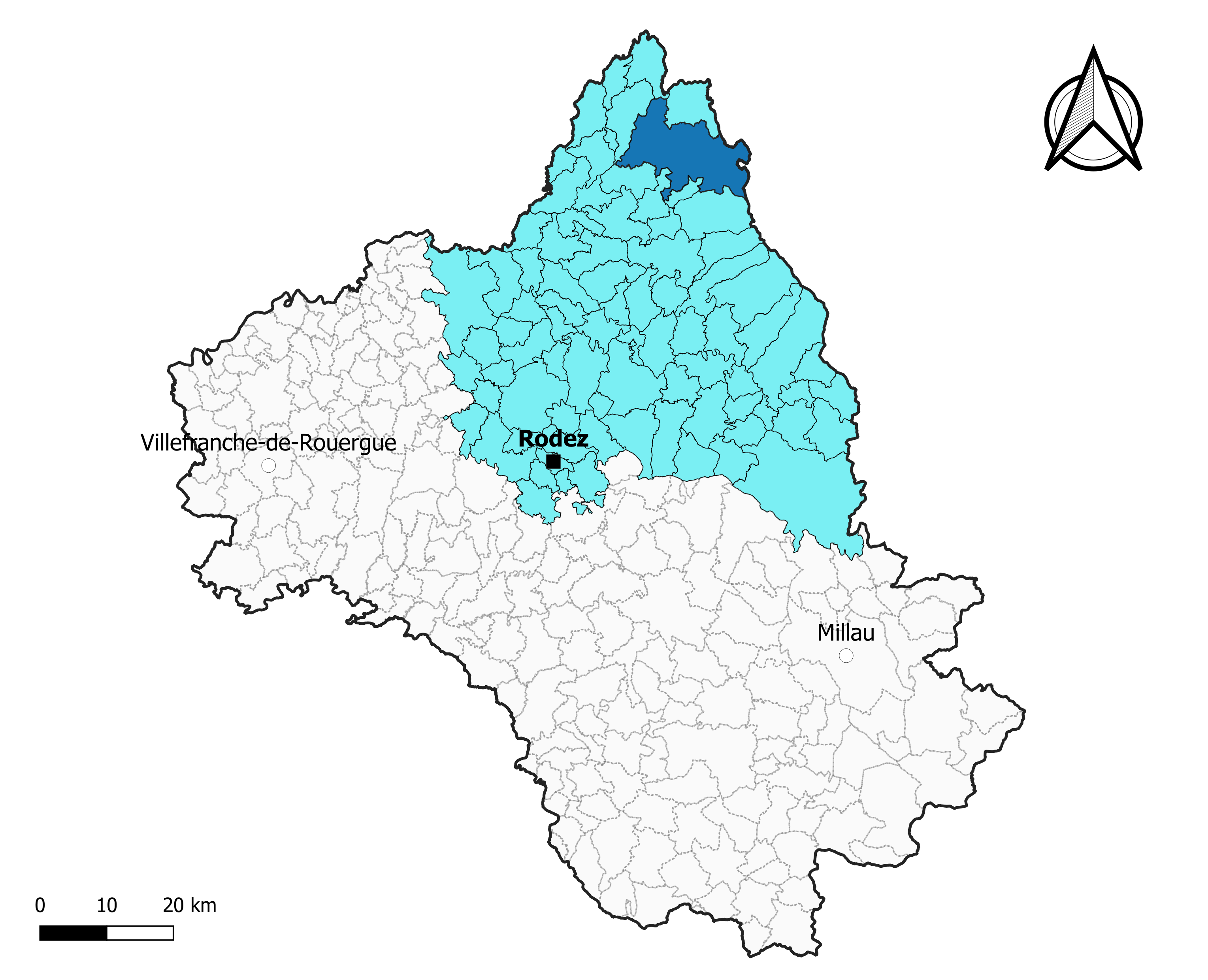
Argences en Aubrac dans l'arrondissement de Rodez en 2020.

### Élections municipales et communautaires

#### Élections de 2020
Le conseil municipal d'Argences en Aubrac, commune de plus de 1 000 habitants, est élu au scrutin proportionnel de liste à deux tours (sans aucune modification possible de la liste), pour un mandat de six ans renouvelable. Compte tenu de la population communale, le nombre de sièges à pourvoir lors des élections municipales de 2020 est de 23. Les vingt-trois conseillers municipaux sont élus au premier tour avec un taux de participation de 34,84 %, issus de la seule liste candidate, conduite par Jean Valadier. Jean Valadier, maire sortant, est réélu pour un nouveau mandat le 25 mai 2020.
Les six sièges attribués à la commune au sein du conseil communautaire de la communauté de communes Aubrac, Carladez et Viadène sont alloués à la liste de Jean Valadier.

#### Liste des maires
| Période      | Période  | Identité       | Étiquette | Qualité                                                                     |
| ------------ | -------- | -------------- | --------- | --------------------------------------------------------------------------- |
| janvier 2016 | En cours | Jean Valadier, |           | Agriculteur sur grande exploitation, Président de la Communauté de communes |

### Communes déléguées
| Nom                                  | Code Insee | Intercommunalité | Superficie (km2) | Population (dernière pop. légale) | Densité (hab./km2) |
| ------------------------------------ | ---------- | ---------------- | ---------------- | --------------------------------- | ------------------ |
| Sainte-Geneviève-sur-Argence (siège) | 12223      | CC de l'Argence  | 43,4             |                                   |                    |
| Alpuech                              | 12005      | CC de l'Argence  | 14,88            |                                   |                    |
| Graissac                             | 12112      | CC de l'Argence  | 22,42            |                                   |                    |
| Lacalm                               | 12117      | CC de l'Argence  | 26,49            |                                   |                    |
| La Terrisse                          | 12279      | CC de l'Argence  | 27,6             |                                   |                    |
| Vitrac-en-Viadène                    | 12304      | CC de l'Argence  | 16,99            |                                   |                    |

## Population et société

### Démographie

#### Évolution démographique
L'évolution du nombre d'habitants est connue à travers les recensements de la population effectués dans la commune depuis sa création.

En 2022, la commune comptait 1 597 habitants, en évolution de −4,43 % par rapport à 2016 (Aveyron : +0,37 %, France hors Mayotte : +2,11 %).
| 2014  | 2019  | 2022  |
| ----- | ----- | ----- |
| 1 690 | 1 600 | 1 597 |

#### Pyramide des âges
La population de la commune est relativement âgée. En 2018, le taux de personnes d'un âge inférieur à 30 ans s'élève à 21,4 %, soit un taux inférieur à la moyenne départementale (28,8 %). À l'inverse, le taux de personnes d'un âge supérieur à 60 ans (46,5 %) est supérieur au taux départemental (34,3 %).
En 2018, la commune comptait 794 hommes pour 829 femmes, soit un taux de 51,80 % de femmes, supérieur au taux départemental (50,67 %).
Les pyramides des âges de la commune et du département s'établissent comme suit :
| Hommes | Classe d’âge | Femmes |
| ------ | ------------ | ------ |
| 2,5    | 90 ou +      | 6,3    |
| 14,3   | 75-89 ans    | 18,5   |
| 26,0   | 60-74 ans    | 25,2   |
| 20,3   | 45-59 ans    | 19,3   |
| 13,5   | 30-44 ans    | 11,1   |
| 10,3   | 15-29 ans    | 8,9    |
| 13,0   | 0-14 ans     | 10,6   |

| Hommes | Classe d’âge | Femmes |
| ------ | ------------ | ------ |
| 1,3    | 90 ou +      | 3      |
| 10,3   | 75-89 ans    | 13,5   |
| 21,3   | 60-74 ans    | 21,3   |
| 20,8   | 45-59 ans    | 20,1   |
| 16,4   | 30-44 ans    | 15,7   |
| 14,8   | 15-29 ans    | 12,2   |
| 15,3   | 0-14 ans     | 14,3   |

## Culture locale et patrimoine

### Lieux et monuments
Les informations relatives au patrimoine de cette commune sont la fusion des données des communes fusionnées.
- Église Saint-Martin d'Alpuech. L'église est inscrite à l'inventaire des monuments historiques depuis 1979[68].
- Église Sainte-Foy de Lacalm.
- Église Sainte-Geneviève de Sainte-Geneviève-sur-Argence.
- Chapelle Saint-Martial de Mels. La chapelle est inscrite à l'inventaire des monuments historiques depuis 1928[69].
- Croix de Sainte-Geneviève-sur-Argence.
- Calvaire de Sainte-Geneviève-sur-Argence.
- Église Saint-Étienne d'Orlhaguet.
- Église de la Nativité-de-la-Sainte-Vierge de Graissac.
- Église Notre-Dame-de-l'Assomption de Brénac.
- Église Notre-Dame-de-l'Assomption de Vitrac-en-Viadène.
- Église Saint-Bernard de Benaven.
- Église Sainte-Croix de Rives.
- Église Saint-Étienne de La Terrisse.
- Chapelle de Banes.
- Chapelle de Cayrac.